# Professionshøjskolen Metropol - Metropolitan University College
Professionshøjskolen Metropol er en tidligere uddannelsesinstitution, der eksisterede fra 2008 til 2018, hvor den fusionerede professionshøjskolerne Metropol og UCC d. 1. marts. De er samlet under navnet Københavns Professionshøjskole.
Professionshøjskolen Metropol var en videregående uddannelsesinstitution i København, som samlede grunduddannelser, efter- og videreuddannelser og forsknings- og udviklingsaktiviteter inden for sundhed, rehabilitering, ernæring, velfærdsteknologi, ledelse, pædagogik og socialt arbejde. 
Metropol var organiseret under ledelse af rektor Stefan Hermann og organisationen talte ca. 1000 medarbejdere og ca. 10.000 studerende inkl. kursister. Hvert år blev der optaget ca. 3.000 studerende på en af Metropols uddannelser, og dermed var det den 6. største uddannelsesinstitution i Danmark. Metropol omsatte årligt for 735 mio. kr. (december 2011).

## Uddannelsesmiljøer
Metropols uddannelser var hovedsageligt samlet på campusser i Københavns bydele Nørrebro, Frederiksberg og Indre By. Derudover havde Metropol socialrådgiveruddannelser i Hillerød og på Bornholm.

## Uddannelser
Metropol bestod af to fakulteter og ni institutter, der rummede grunduddannelser, efter- og videreuddannelser og forsknings- og udviklingsmiljøer.
| Fakultet                                     | Institut                                                              |
| -------------------------------------------- | --------------------------------------------------------------------- |
| Det Samfundsfaglige og Pædagogiske Fakultet  | Institut for Socialt Arbejde                                          |
| Det Samfundsfaglige og Pædagogiske Fakultet  | Institut for Skole og Læring                                          |
| Det Samfundsfaglige og Pædagogiske Fakultet  | Institut for Ledelse og Forvaltning                                   |
| Det Samfundsfaglige og Pædagogiske Fakultet  | Institut for Socialfaglig og Pædagogisk Efter- og Videreuddannelse    |
| Det Sundhedsfaglige og Teknologiske Fakultet | Institut for Ernæring og Jordemoderkundskab                           |
| Det Sundhedsfaglige og Teknologiske Fakultet | Institut for Sygepleje                                                |
| Det Sundhedsfaglige og Teknologiske Fakultet | Institut for Teknologi                                                |
| Det Sundhedsfaglige og Teknologiske Fakultet | Institut for Sundhedsfaglig og Teknologisk Efter- og Videreuddannelse |
| Det Sundhedsfaglige og Teknologiske Fakultet | Institut for Fysioterapi og Ergoterapi                                |

Metropol tilbød en række videregående uddannelser, der retter sig mod mod dimittender fra gymnasiale uddannelser og ungdomsuddannelser, typisk i alderen 18-30 år, og som er rettet mod beskæftigelse på offentlige og private arbejdspladser:
- Administrationsøkonom
- Bachelor's Degree in Global Nutrion and Health
- Bioanalytiker
- Ergoterapeut
- Ernæring og sundhed
- Folkeskolelærer
- Fysioterapeut
- Jordemoder
- Katastrofe- og risikomanager
- Laborant
- Offentlig administration
- Natur- og kulturformidler
- Professionsbachelor i laboratorieteknologi
- Radiograf
- Socialrådgiver
- Sygeplejerske

Grunduddannelserne bestod primært af professionsbacheloruddannelser, der er normeret til 3½-4 år. Derudover udbød Metropol enkelte erhvervsakademiuddannelser normeret til 2-2½ år.
Fælles for alle grunduddannelser er, at de er professionsrettede og har samspil mellem teori og praktik. I løbet af uddannelsen får de studerende undervisning på højskolen og gennemfører et eller flere praktikophold på i alt 5-12 måneder på offentlige og private arbejdspladser inden for deres fagområde.

## Efter- og videreuddannelser
Metropol udbød også efter- og videreuddannelse for uddannede praktikere. Metropols aktiviteter på efter- og videreuddannelsesfeltet bestod af diplomuddannelser, kurser, seminarer mv. Aktiviteterne relaterede sig til grunduddannelserne og henvendte sig derfor primært til de samme faggrupper; oftest for studerende i alderen 25 år og opefter. 

## Historie
Metropol var en af Danmarks syv professionshøjskoler, som blev etableret i 2008. Metropol blev dannet ved en fusion af seks uddannelsesinstitutioner: CVU Øresund, Nationalt Center for Erhvervspædagogik, Danmarks Forvaltningshøjskole, Den Sociale Højskole, Frederiksberg Seminarium og Suhrs Seminarium.